# Отроковиці
Отроковиці (чеськ. Otrokovice) — друге за величиною місто Злінського району Злінського краю Чехії. 
Місто розташоване у горбистій частині історичної області Моравії, 10 км на захід від міста Зліна, в місці злиття річок Морави, Древниці та потічка Моєна.
Населення міста - близько 18 000 мешканців. 

## Історія

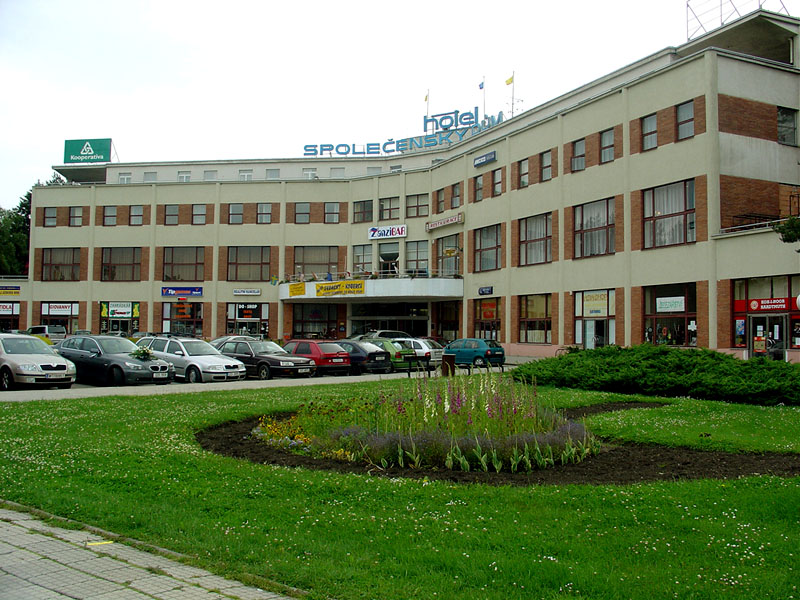
Центр міста Отроковиці

Перша письмова згадка про Отроковиці в грамоті оломоуцького єпископа Єнджиха Здіка датується 1141 роком. В середині 14 ст. місто перейшло до світських власників і стало частиною домініону Маленовиці. У 1570 році в Отроковиці стали резиденцією місцевих володарів, а через чотири роки збудували фортецю.
Коли Ян Антонін, граф Ротталю придбав Отроковиці в 1649 році і об'єднав його з домініоном Напаєдла, фортеця була покинута, а приблизно в 1667 році вона була перебудована на замок. У 1767 році приміщення було переобладнано на сховище. За Ротталерами йшли Кобенцлі, графи Фюнфкірхени і графи Штокау. 18 липня 1841 року між Люнденбурґом і Прерау повз Отроковиці був пущений перший поїзд північної вітки залізниці Цісаря Фердинанда нім. Kaiser Ferdinands-Nordbahn, а в 1882 році місто отримало власну залізничну станцію.
У 1843 році в містечку проживало 804 жителі, було 132 будинки. На той час у Квітковіцах було 55 будинків, у яких проживало 363 особи. Основою життя в обох селищах було сільське господарство. У 1845 році на хуторі Терезів був заснований винокурний завод. Після відміни панщини в 1848 році Отроковиці стали самостійним муніципалітетом.
Після того, як Арістід Бальтацці та його дружина Марія, уроджена графиня Штокау, заснували кінний завод для розведення жеребців у Напаєдлі в 1886 році, їхній великий маєток в Отроковицях слугував головним чином пасовищем для цінних тварин.
У 1899 р. збудовано каплицю Св. Анни. Того ж року було відкрито приватну місцеву залізницю Отроковиці-Злін-Візовиці, яка стала державною в 1906 році. Через регулярні пошкодження від повеней у 1906 р. русло річок Морава та Древниця між Бєловом, Отроковицями та Напаєдлою було врегульоване.
На початку 20 ст. в колишнє хутірське село поселялося все більше майстрів. Хороша транспортна ситуація на стику двох залізниць з багатьма зупинками, привела до заселення промисловості. У 1930 році злінський виробник взуття Томаш Батя викупив болота між Мархом і Древницями від попередньої власниці Марії Бальтацці. Батя перевіз ґрунт з пагорба Тресний у Моравських горах по той бік Морави на болотисту долину, піднявши її рівень на один-чотири метри. На колишньому болоті був створений Промисловий район Батьов, де розташувалися філії компанії Baťa та авіавиробника «Zlín». Поруч із промисловою зоною за планами архітекторів Франтішка Ліді Ґагури та Владимира Карфіка збудовано поселення для працівників. Томаш Батя не дожив до завершення будови поселення, він загинув у Батьові в 1932 році в авіакатастрофі. Центром Батівської слободи став будинок громади, збудований у 1933-1936 роках у формі трилопатевого гвинта. До 1938 року населення зросло приблизно до 8 тис.
У 1960 році до агломерації було приєднано Квітковиці, а в 1964 році Отроковиці отримали статус міста. З 1966 року було створено шинний завод Barum, який розпочав виробництво в 1972 році і зараз відомий як Continental-Barum. В результаті місто знову почало процвітати, його населення перевищило 20 000 до 1990 року. У 1970-1980-х роках місто було реконструйовано та побудовано нові квартали в центральній частині міста на місці старого села Отроковиці. Усі старі споруди були втрачені.
Після 1990 року почалося архітектурне перетворення єдиної панельної забудови в центрі міста. У 1995 році була освячена нова церква св. Адальберта, а в 1997 році – культурний центр Отроковицької Бесіди.

## Економіка
У минулому місто було суттєво пов'язане з компанією Bata, що володіла кількома місцевими підприємствами, включаючи велику взуттєву фабрику, яка створила його початкове багатство.
Компанія Barum (Continental AG) має виробниче підприємство в Отроковицях, яке є основним роботодавцем міста. Іншим важливим виробничим майданчиком є Toma, де розташовані підприємства різних галузей, і Zlin Aviation, що здійснює польоти з аеродрому поруч із заводом Barum.

### Торгівля
Місто не має основного центру, натомість у кількох районах є свої магазини та інші підприємства. У 2014 році на півдні міста відкрився великий магазин Kaufland. Цей район перетворився на комерційний центр із зоомагазином, магазином іграшок та великим магазином електротоварів.

## Транспорт
Окрім звичайних видів транспорту, Отроковиці також обладнано приватним місцевим аеропортом та пристанню на судноплавному каналі Баті.

### Залізниця
Отроковиці є основною зупинкою на головній лінії поїзда з Праги, поїздка швидким поїздом займає близько 3 годин. Це також вузлова станція з поїздами, які прямують на схід через Злін і на південь, через Старе Место.

### Шосе
Шосе № 55 тепер з’єднує місто з головною мережею чеських автомагістралей. Час їзди до  Праги близько 2:40, до Брна — 50 хвилин.

### Автобус
Місто має регулярне автобусне сполучення, що сполучає основні райони міста. Тролейбусна лінія з'єднує Отроковіце зі Зліном.

### Туристичні і велосипедні стежки
Новий маршрут (підходить для їзди на велосипеді та роликових ковзанах ) був побудований в 2014 році вздовж течії річки Древниці до Зліна.

## Пам'ятки
- Церква св. Архангела Михаїла – збудована 1769 року, розширена в 1849 році.
- Статуя Св. Яна Непомуцького – побудована в стилі готичного відродження кінця 19 століття.
- Готель Společenský dům – спроектований Володимиром Карфіком у формі трійчастого пропелера на згадку про трагічну загибель в авіакатастрофі Томаша Баті та його пілота туманним ранком 12 липня 1932 року невдовзі після їхнього вильоту з аеропорту Отроковиць. Společenský dům був побудований у 1936 році, на його відкритті був присутній президент Едвард Бенеш. Нині це пам’ятка культури.
- Церква св. Адальберта – побудована за проектом М. Корваса в 1995 році.
- Памятник Томашеві Баті – копія статуї, спорудженої в англійському Іст-Тілбері.
- Na letišti – пам'ятка природи.

## Відомі люди
- Йозеф Одложил, спортсмен
- Олдржих Свояновський, весляр
- Павло Свояновський, весляр

## Міста-побратими
Отроковиці є містом-побратимом з містами: 
- Дубниця-над-Вагом, Словаччина
- Вац, Угорщина
- Завадзьке, Польща